# 天津增卅六
天鵝座43，又名BD+48 3128，HD 195068、SAO 49643、HR 7828，是天鵝座的一颗恒星，视星等为5.69，位于銀經86.14，銀緯6.4，其B1900.0坐标为赤經20h 23m 58.9s，赤緯+49° 6.4′ 6″。